# Boren
Boren (dán nyelven: Borne) község Németországban, Schleswig-Holstein tartományban. Lakosainak száma 1198 fő (2023. december 31.). Boren Thumby és Rabenkirchen-Faulück községekkel határos.

## Története
A régió már a neolitikus időszak óta lakott hely volt.
1974-től Ketelsby és Lindau, 2013-tól pedig Ekenis és Kiesby önkormányzatai is egyesültek.
Boren 31 falu, illetve kisebb településrész egyesülésével jött létre 2013-ban.
Főbb részei:
- Lindaunis - Itt található egy vasúti és közúti forgalmat lebonyolító nyitható híd

- Lindaunisban élt Hans Jessen vadászat történész.
- A 15. századi, 1415-ből való kastély, mely egy egyszintes, nádfedeles épület lovagteremmel.
- Ekenis - egy tipikus kör alakú falu, melyet 1352-ben említettek először, de területén már neolit és bronzkori leletek; tőrök, kovakő és több halomsír, valamint a Római Birodalom idejéből való urna is feltárásra került.
- Kiesby  - nevét 1386-ban említették először. A hely túlnyomórészt mezőgazdasági terület.

## Nevezetességek

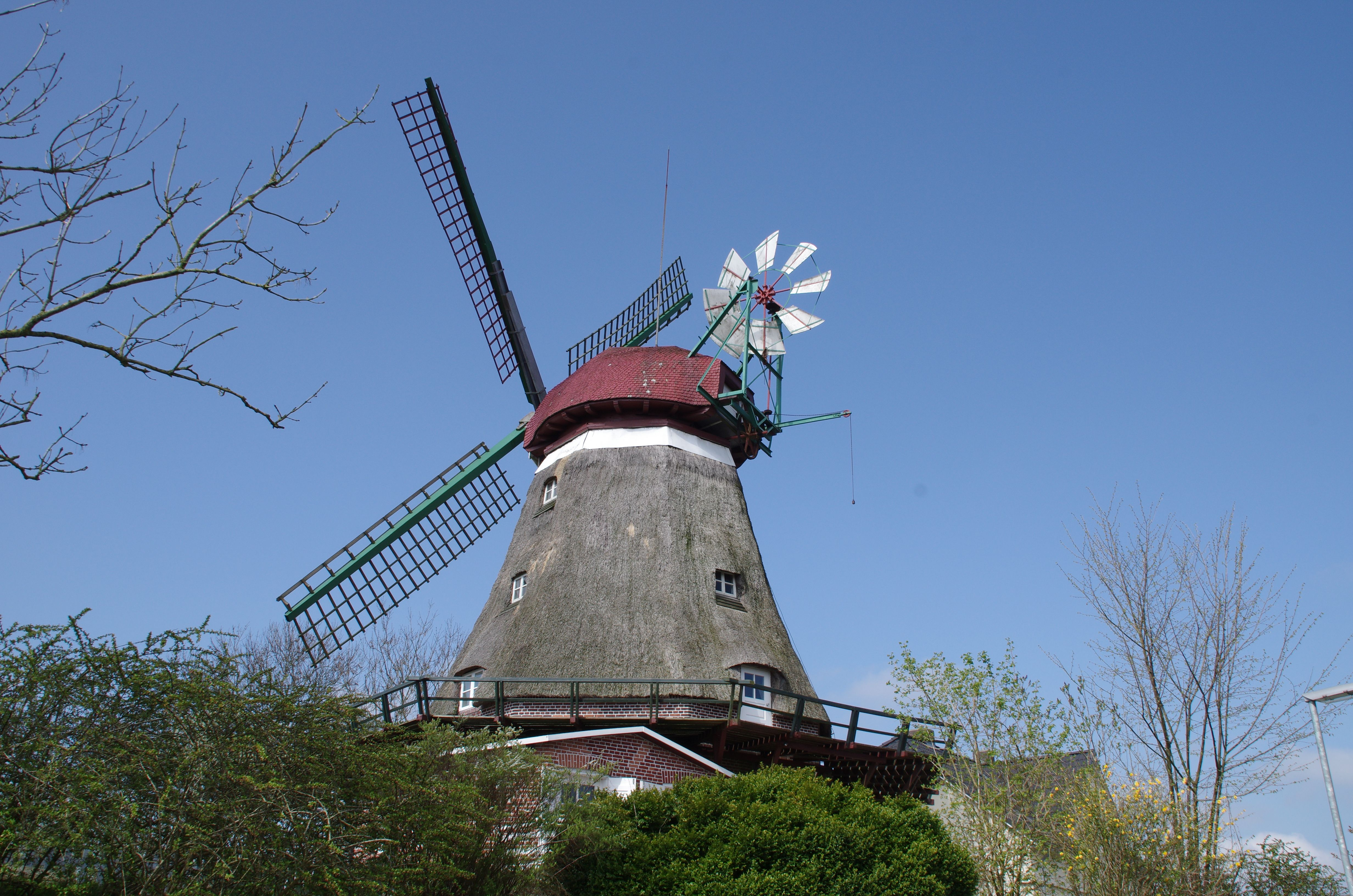
Boren, szélmalom

- Szent Mária templom - A 13. század elején épült. Fa haranglába 1693 óta áll.
- Holland szélmalom 1837-ből
- Lindaui Vasúti híd
- Régi ház, mely egy TV sorozatban is szerepelt

## Galéria

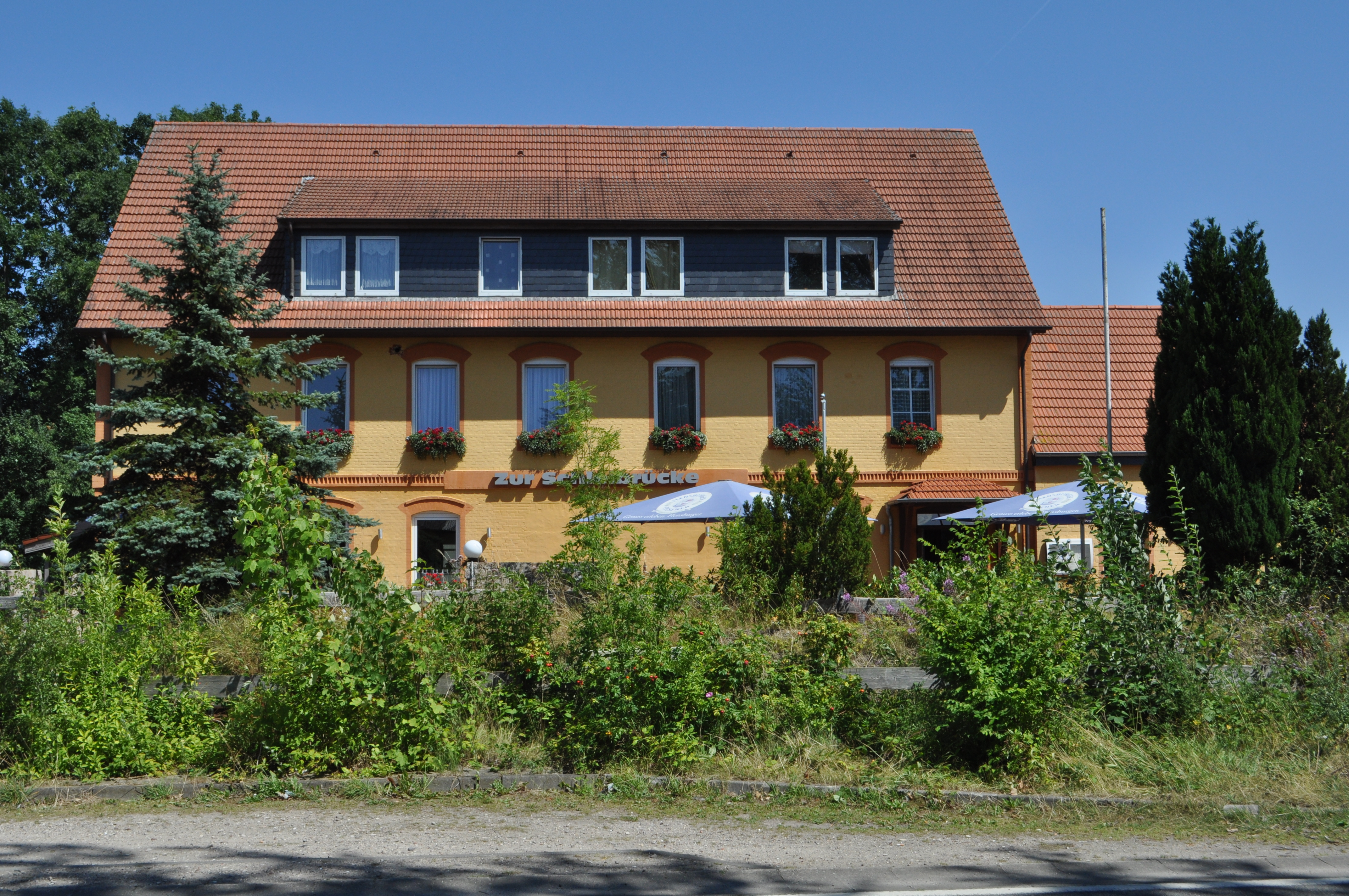
Lindau, vasutállomás
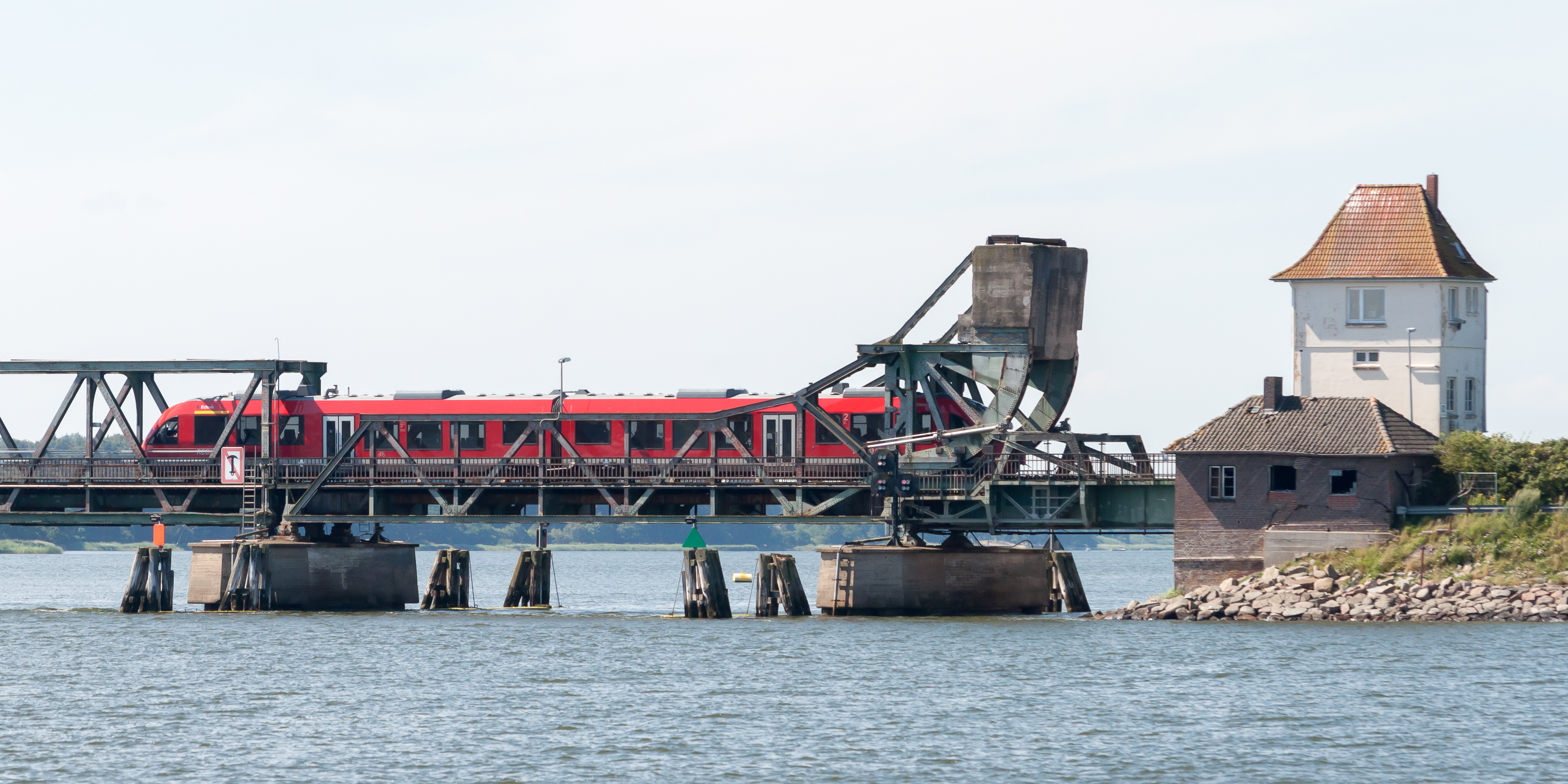
A nyitható vasúti-közúti híd
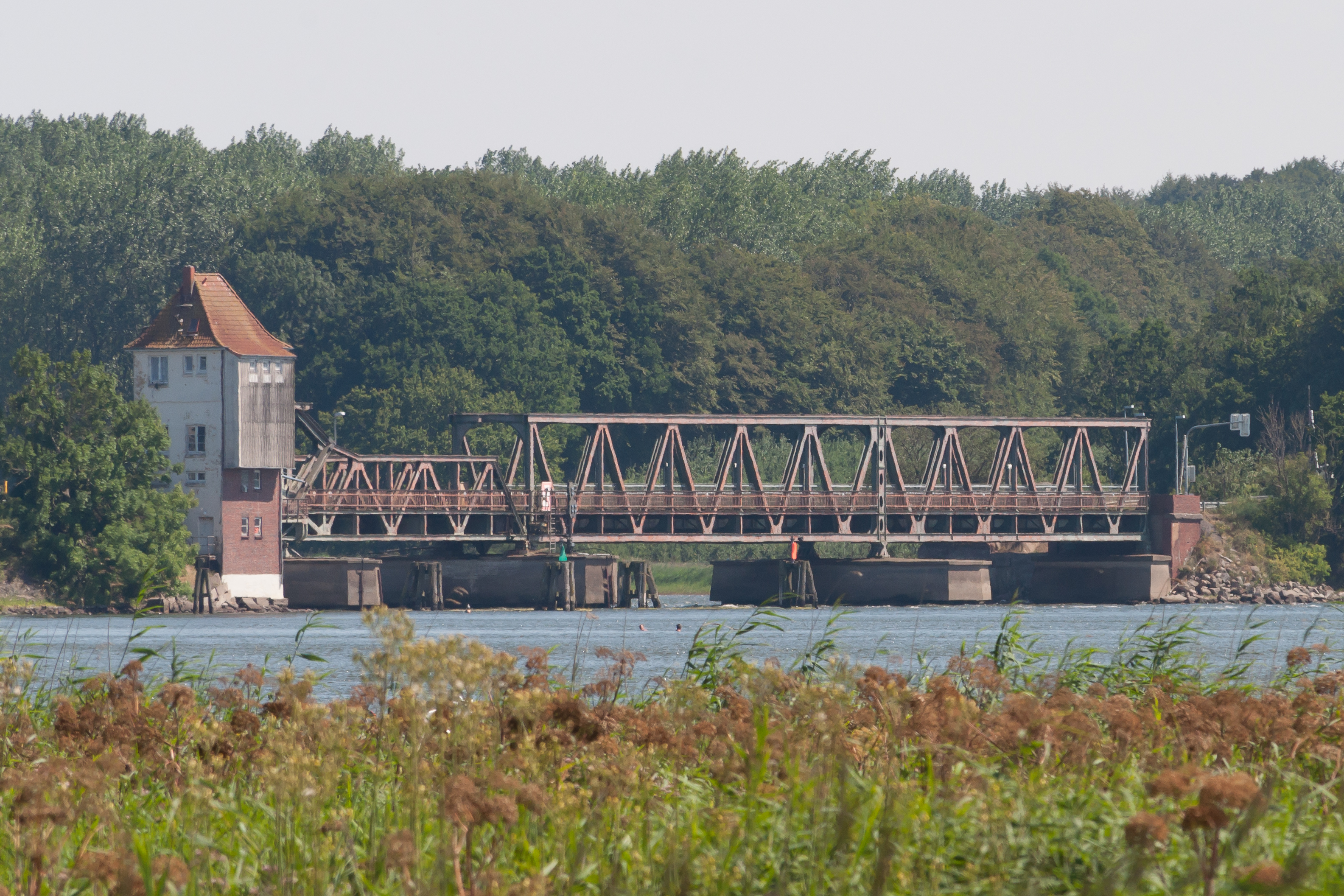
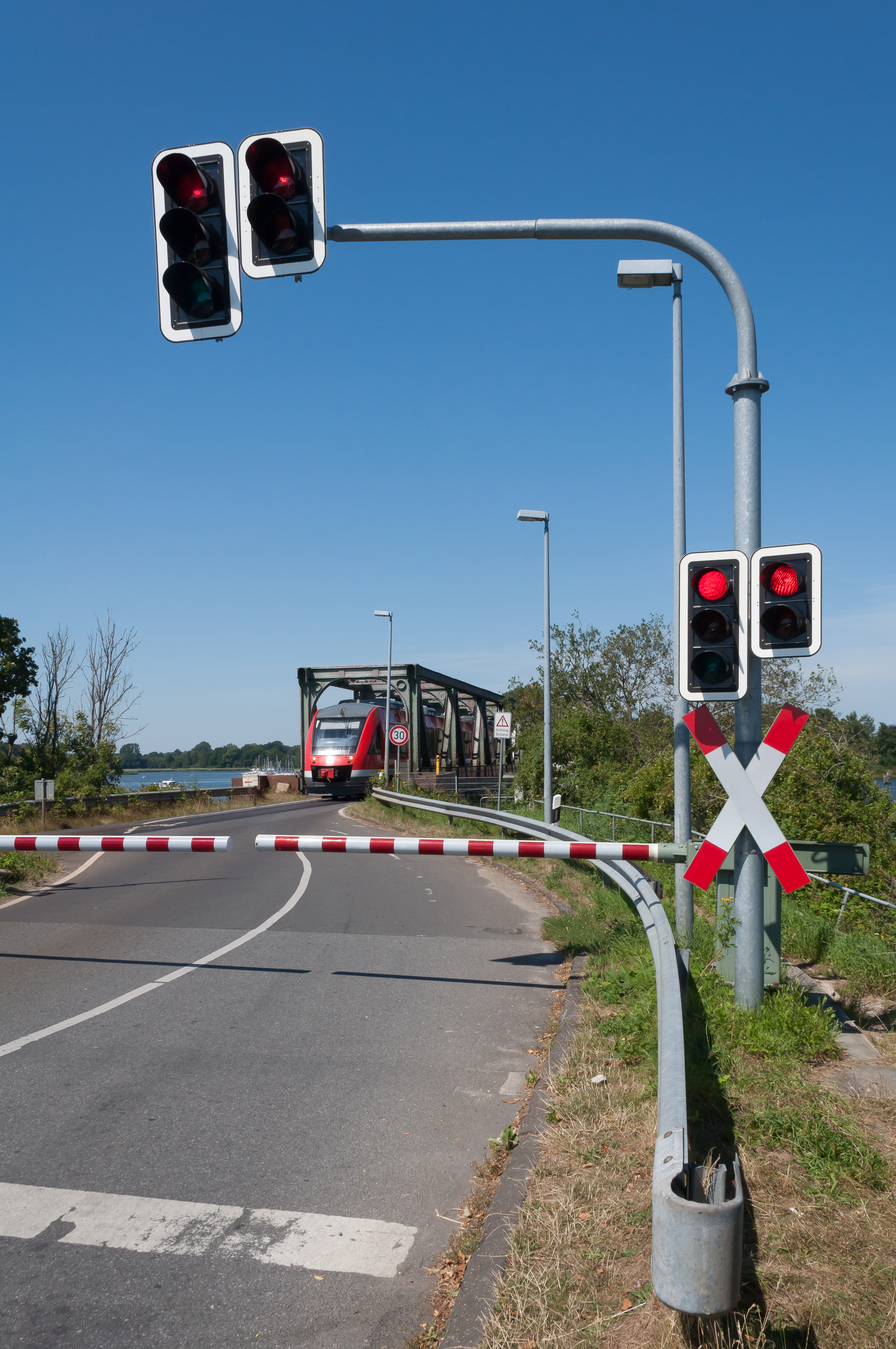
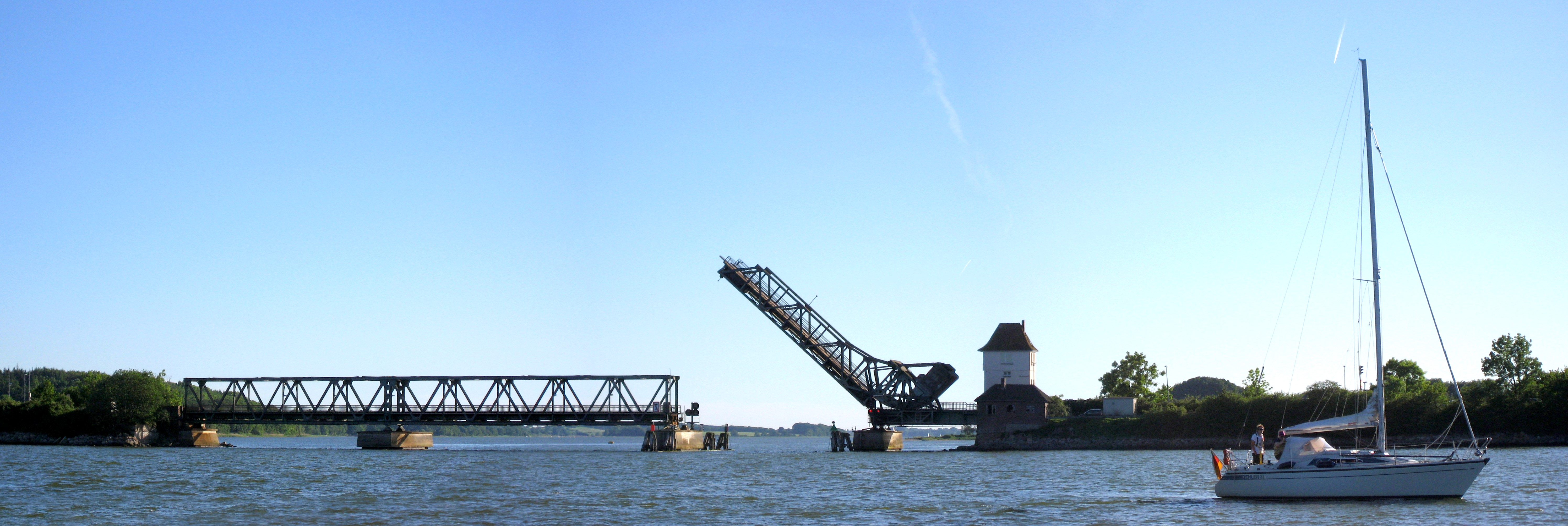
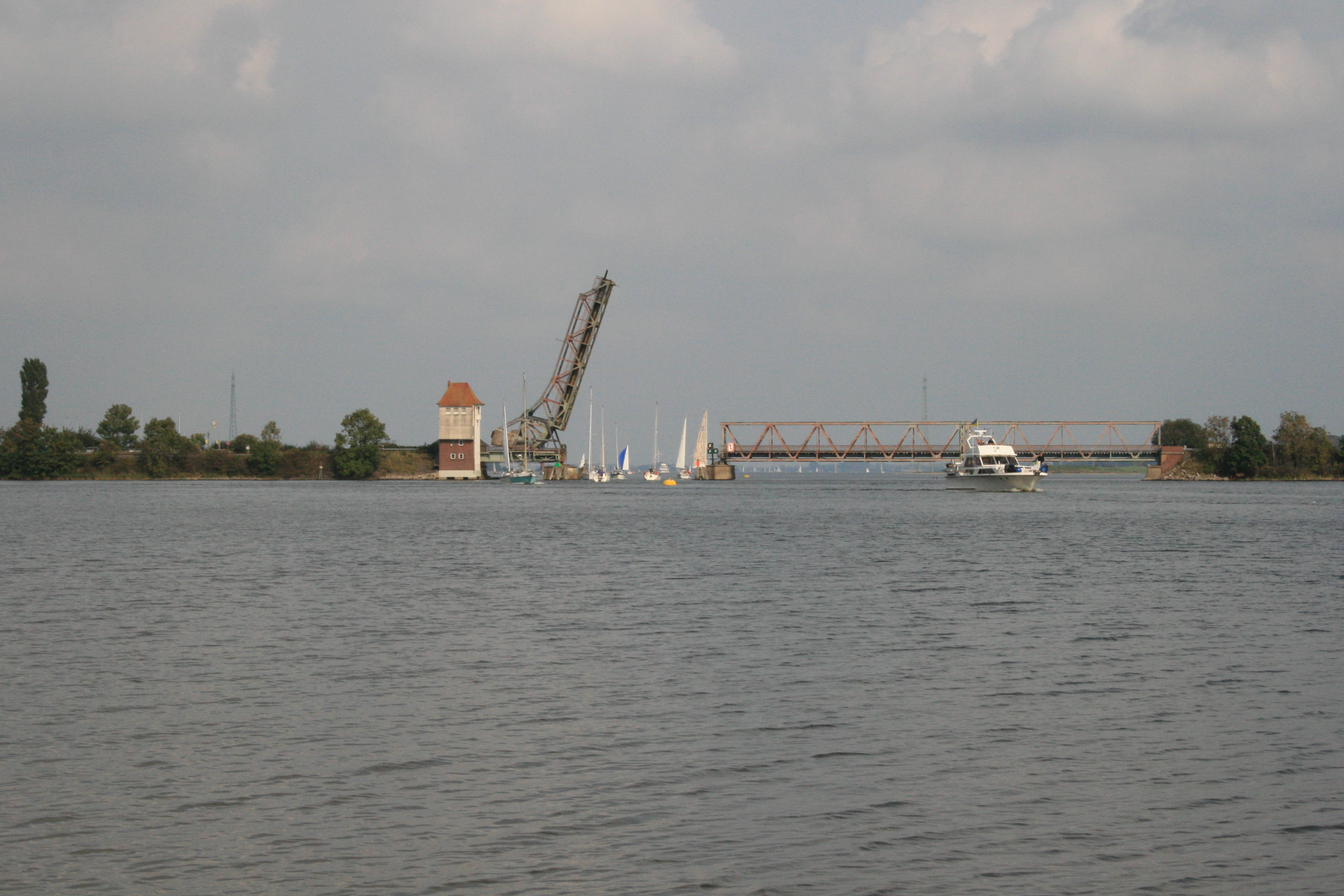
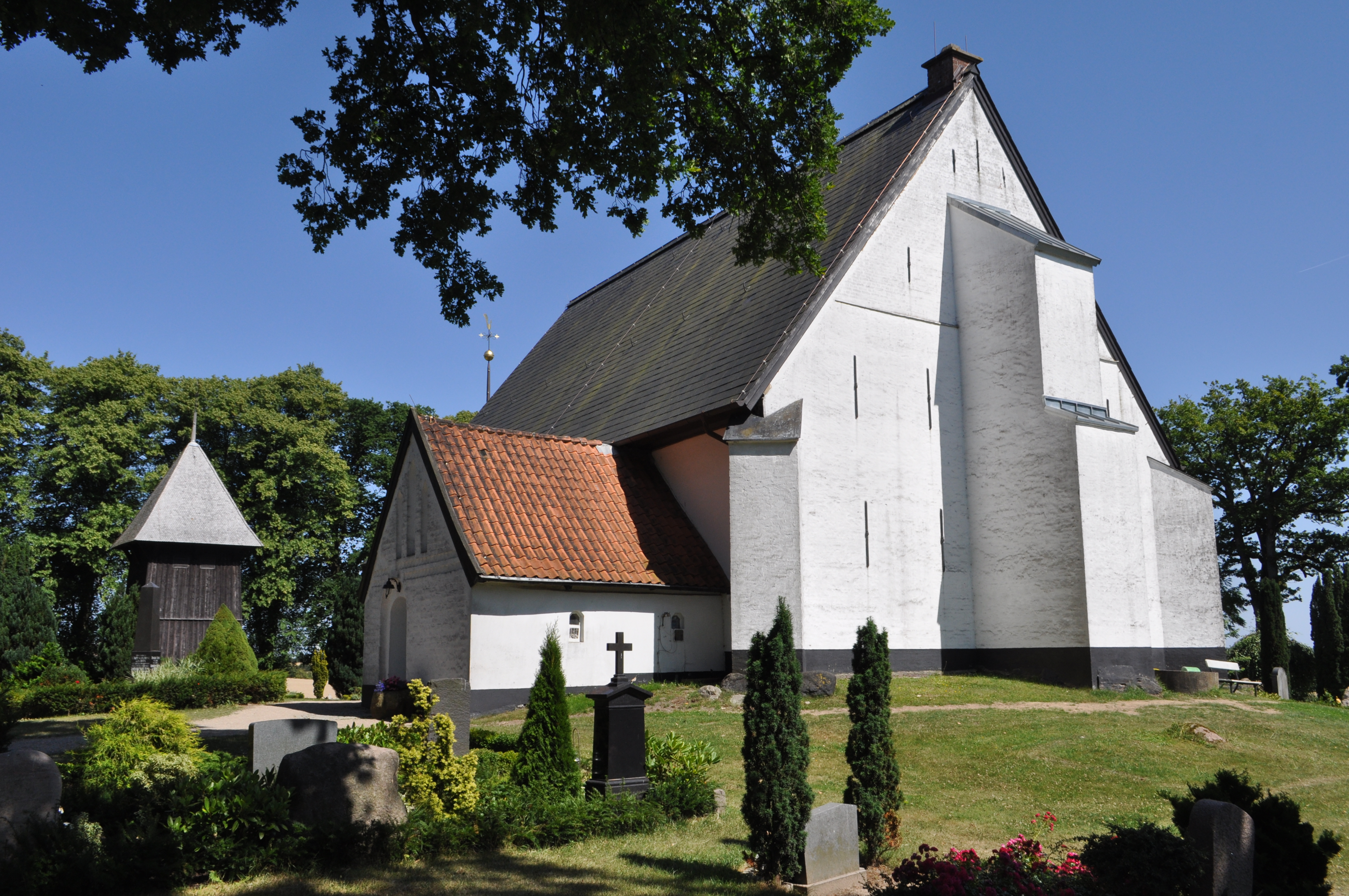
Szt. Mária templom
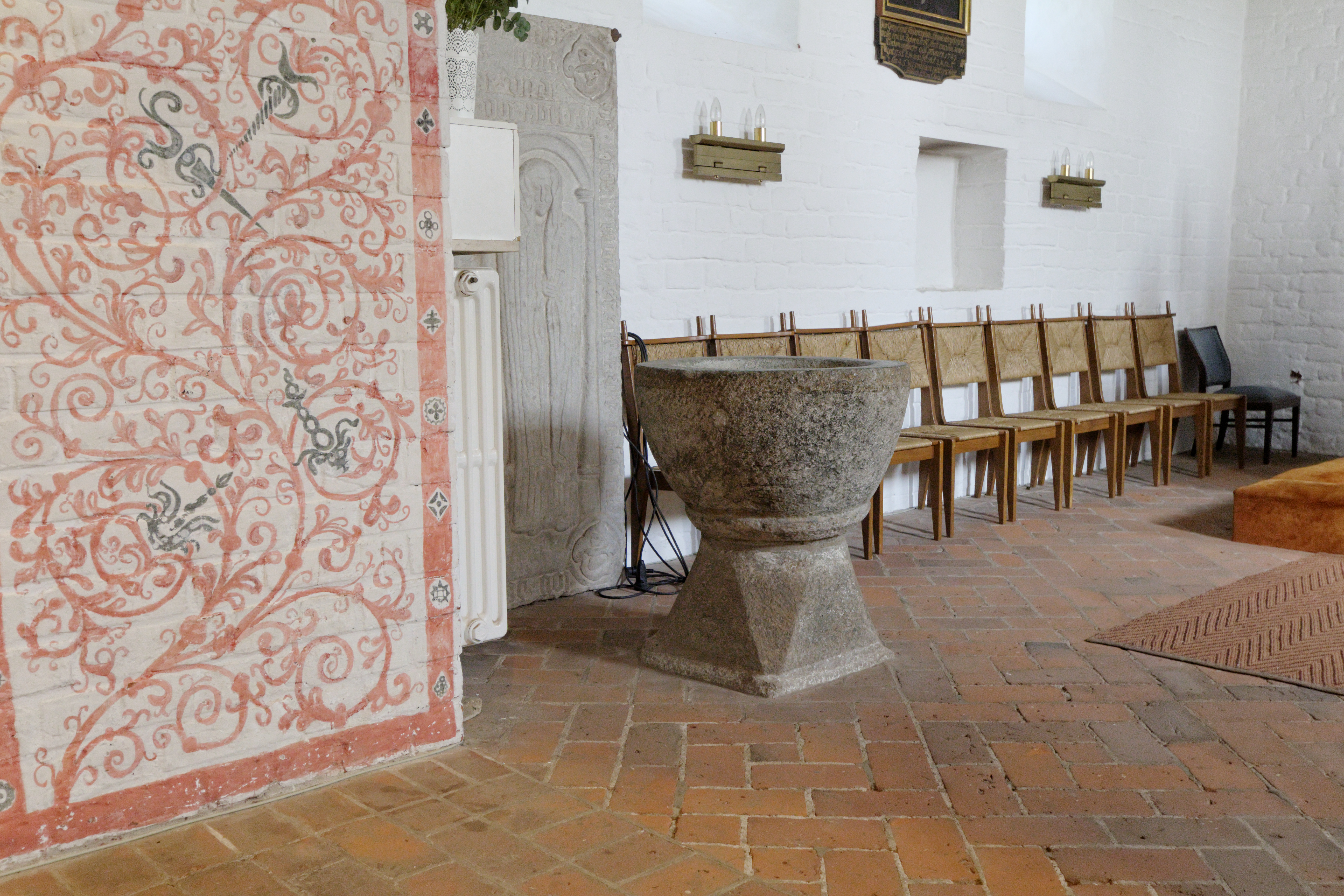
Szent Mária templom belseje
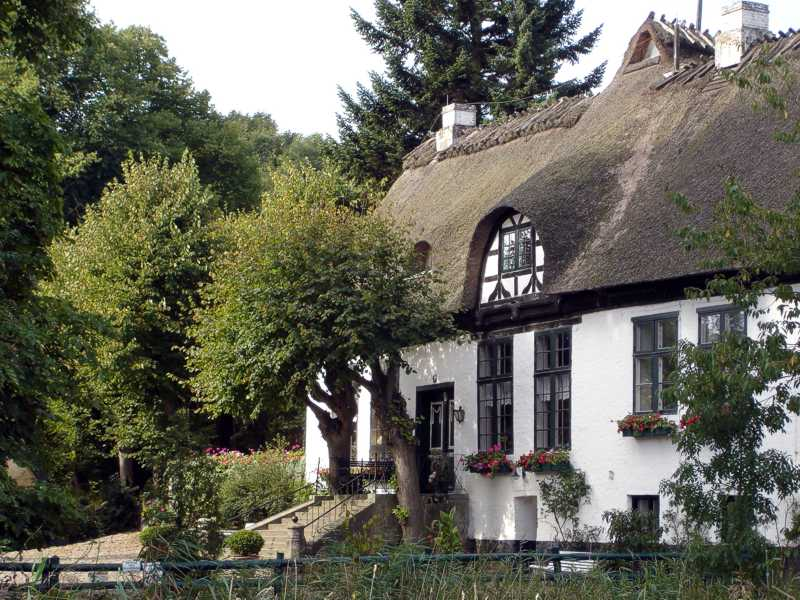
Boren
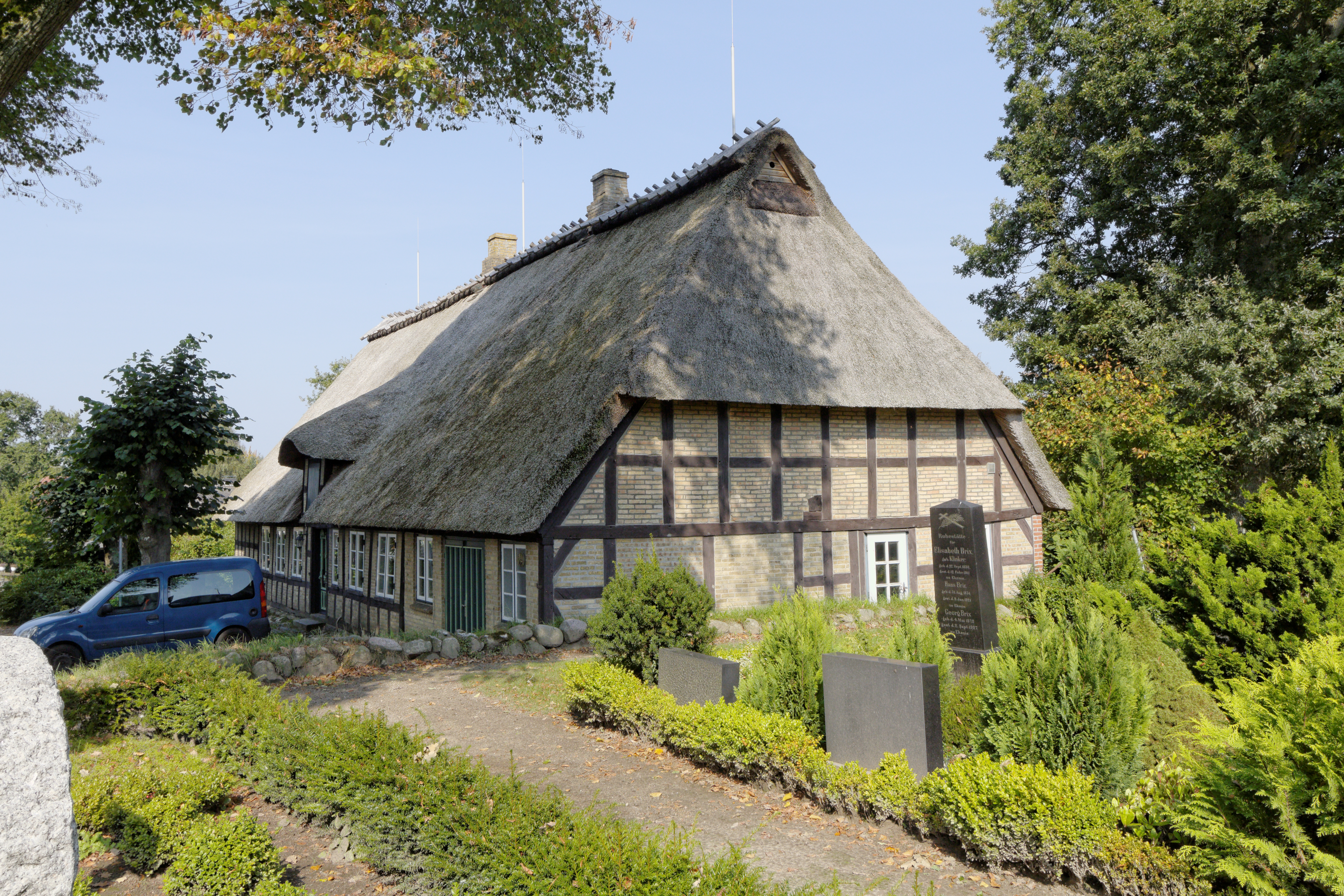
Boren
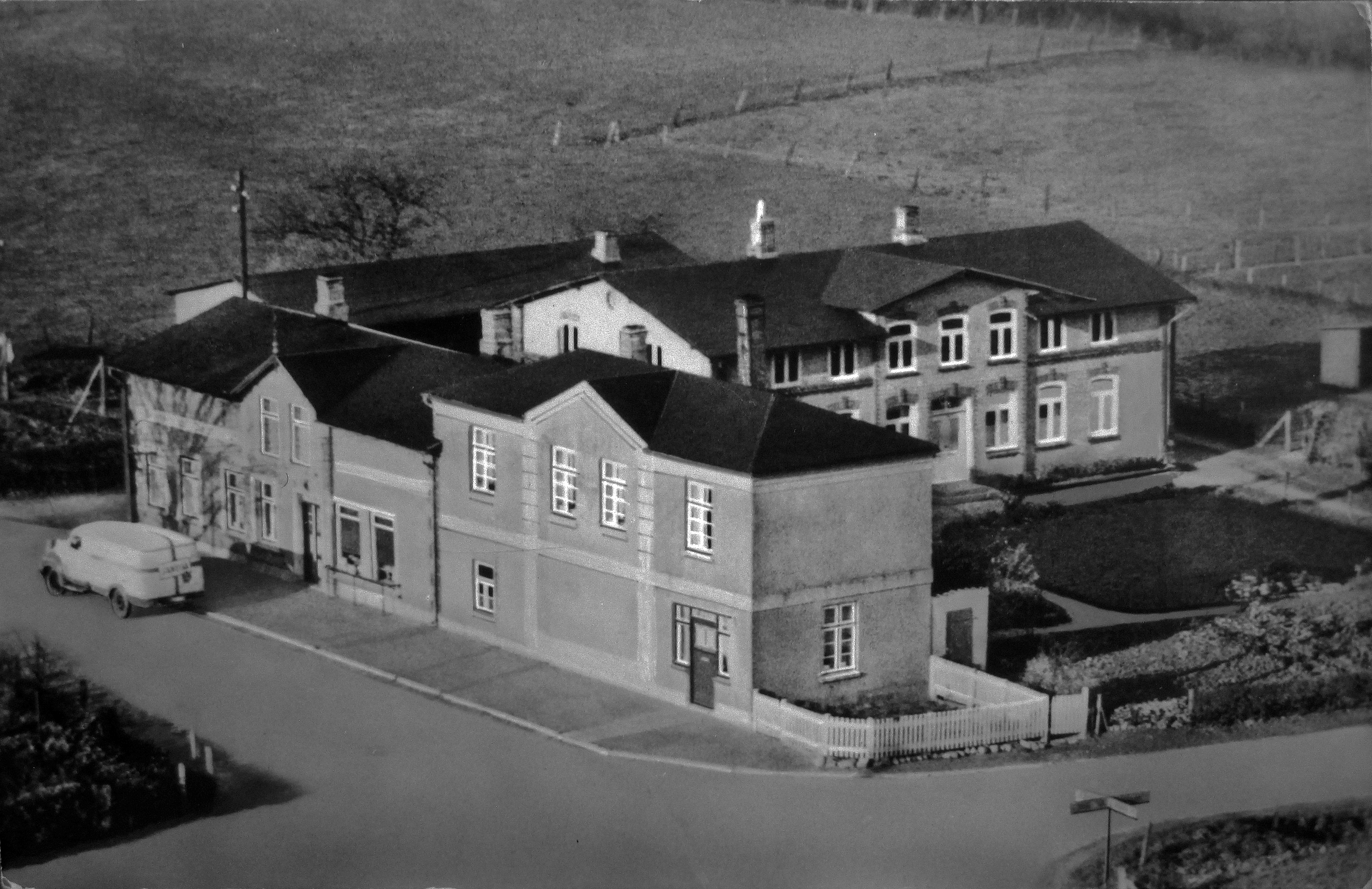
Kiesby 1950-ben
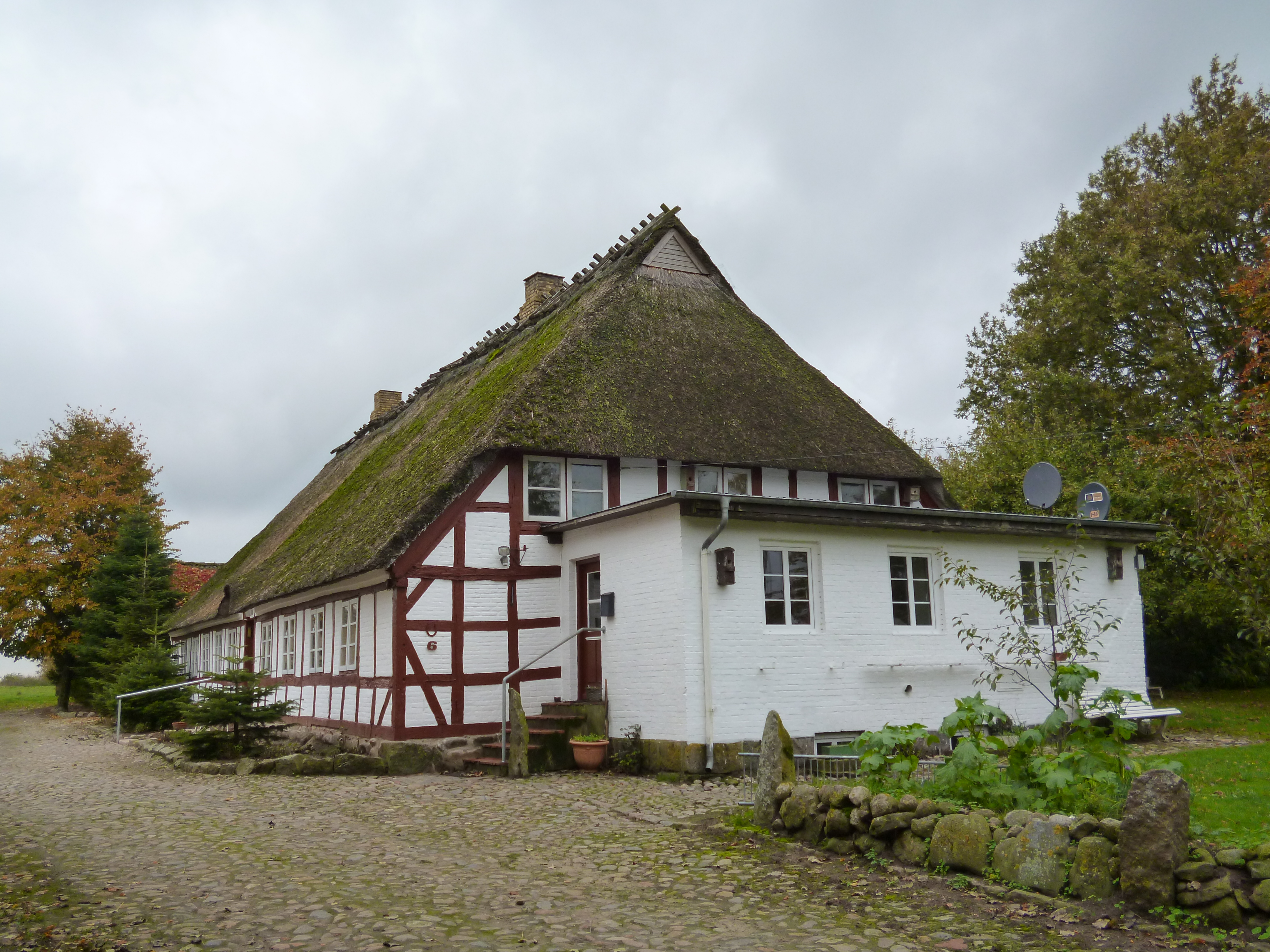
Ekenis

## Népesség
A település népességének változása:
| Lakosok száma | 1153 | 1154 | 1153 | 1147 | 1196 | 1198 |
|               | 2014 | 2017 | 2019 | 2021 | 2022 | 2023 |